# Вакцины для профилактики гриппа

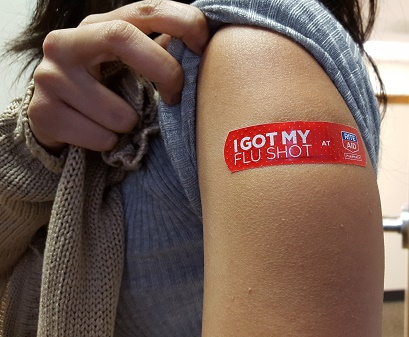

Вакци́ны для профила́ктики гри́ппа, вакци́ны про́тив гри́ппа — лекарственные препараты из группы биологических препаратов, обеспечивающие формирование иммунитета к вирусу гриппа. Вакцинация считается одним из самых эффективных средств профилактики гриппа.
Вакцины против гриппа меняются от сезона к сезону в соответствии с изменениями в циркулирующих вирусах гриппа. ВОЗ рекомендует ежегодную вакцинацию перед началом сезона гриппа для медицинских работников, а также для лиц, в наибольшей степени подверженных риску развития тяжёлых осложнений гриппозной инфекции.

## Описание
Вакцины для профилактики гриппа применяют у людей и животных. Если вакцины специально не идентифицируют как ветеринарную, для птиц или других сельскохозяйственных животных, то подразумевают вакцину для человека.
Для профилактики гриппа используются вакцины трёх основных типов :
- живые вакцины;
- инактивированные вакцины;
- субъединичные вакцины.

Живые вакцины имитируют естественную инфекцию, но их эффективность непостоянная из-за того, что они вводятся через нос (количество прижившегося вируса варьируется, иммунный ответ может быть разным). При подкожном введении инактивированных вакцин соблюдается точная дозировка вируса, однако процедура эта малоприятна, а безыгольные инъекторы целесообразно применять лишь при одновременной иммунизации больших масс людей. Субъединичные вакцины рекомендованы для детей до 2 лет и пожилых людей, отягощённых хроническими заболеваниями (у них и живые, и инактивированные вакцины могут вызвать тяжёлые реакции).
Вакцина, как и сам вирус гриппа, вызывает у человека стойкий иммунитет, повторная заболеваемость гриппом является результатом изменчивости вируса гриппа.
Постоянная изменчивость вируса гриппа требует изменения состава вакцин. Ежегодные изменения гликопротеинов вируса приводят к тому, что каждые 2−3 года или раньше выработанный иммунитет обеспечивает лишь частичную защиту от изменившегося в результате антигенного дрейфа вируса. ВОЗ публикует ежегодные рекомендации по составу вакцин против гриппа дважды в год: для Северного и для Южного полушарий (рекомендации основаны на анализе циркулирующих вирусов гриппа.) Эти рекомендации используются для разработки вакцин к очередному сезону заболевания.
По состоянию на середину 1980-х эффективность гриппозных вакцин обычно не превышала 2−3-кратного снижения заболеваемости из-за того, что вакцины не успевают за антигенным дрейфом вируса. Аналогичные данные получены в 2016 и 2017 годах. Специалисты отмечают необходимость создания более эффективных вакцин.

## Цель и польза ежегодной вакцинации
Эпидемия гриппа нередко возникает каждой зимой. По оценке ежегодно только в одних США 36 000 людей погибает от заболевания гриппом и сопутствующих оппортунистических инфекций и осложнений, а убытки от заболеваемости гриппом превышают $80 миллиардов долларов. Количество ежегодных связанных с заболеванием гриппом госпитализаций во много раз превышает количество случаев смерти. «Высокая стоимость госпитализации детей младшего возраста по поводу гриппа создает значительное бремя в США, подчеркивая важность предохранительных инъекций детям и лицам, с которыми дети находятся в регулярном контакте…» В Канаде Национальный Консультативный Комитет по иммунизации, который выступает советником для Агентства общественного здравоохранения Правительства, рекомендовал приглашение всех лиц в возрасте от 2 до 64 лет для получения ежегодной противогриппозной прививки, а детей в возрасте от шести до 24 месяцев и лиц, находящихся с ними в контакте, рассматривать как высокоприоритетную группу для такой прививки. В США Центр по контролю и профилактике заболеваний рекомендует клиницистам: «В качестве общего подхода, каждый, кто пожелает уменьшить свой риск заболевания гриппом, должен иметь такую возможность». Вакцинация особенно важна для лиц с высоким риском серьёзных осложнений или для тех, кто живёт с людьми с высоким риском осложнений или заботится о людях с высоким риском серьёзных осложнений. Прививка против гриппа рекомендуется для большинства представителей групп высокого риска, которые, вероятно, получили бы осложнения от этого заболевания. Особые рекомендации включают всех детей и подростков в возрасте от шести месяцев до 18 лет. Цель в подъёме верхней границы до 18 лет состоит в том, чтобы уменьшить время, теряемое детьми и родителями на посещения педиатров, пропуск занятий в школе и потребность в антибиотиках при возникновении осложнений…. Добавляемая ожидаемая польза была бы непрямой — в уменьшении числа случаев гриппа среди родителей и других домочадцев, и в нераспространении на окружающее население. В случае угрозы заражения вирусом H5N1 сезонная прививка против гриппа также может дать некоторую защиту против птичьего гриппа.
Антигенная изменчивость вирусов гриппа обусловливает необходимость периодического пересмотра состава противогриппозных вакцин. Он уточняется от сезона к сезону (в северном полушарии ежегодный сезон начинается осенью).
Как правило, ежегодно обновляемая по своему составу вакцина для профилактики гриппа предназначена для защиты от высокоизменчивого вируса гриппа. «Прививка против гриппа — это наиболее эффективный метод предупреждения возникновения гриппозной вирусной инфекции и её потенциально серьёзных осложнений».

## Эффективность
В США проводили сравнение противоэпидемической эффективности противогриппозной убитой вакцины в виде инъекции и в форме назального спрея живого ослабленного вируса гриппа (ЖОВГ) (продаваемого под торговым названием «ФлуМист» ЖОВГ не рекомендовалась детям младше двух лет или лицам, старше 50 лет. Было отмечено, что убитая вакцина предупреждала возникновение гриппа, но обладала недостатками. Исследование, проведенное доктором Дейвидом К. Шеем в феврале 2008 г., показало, что «полная иммунизация против гриппа в эпидемические сезоны 2005-6 гг. и 2006-7гг. дала эффективность по предупреждению госпитализации от гриппозных осложнений величиной в 75 процентов.» Хотя Центр по контролю и профилактике заболеваний США в двух клинических испытаниях не выявил статистически значимого преимущества ЖОВГ или убитой вакцины среди взрослых, польза прививки против гриппа по сравнению с её отсутствием была очевидной. ЖОВГ была сравнительно эффективнее среди детей.
В исследованиях, проведенных перед окончательным утверждением для двухлетних и более старших детей, ФлуМист показал выраженное иммунологическое преимущество над убитой вакциной Эти исследования показали, что проведение прививки может являться мерой, оправдывающей затраты, при сезонных вспышках..
До 2007 года большую часть лет (16 из 19 лет) вакцинные штаммы хорошо соответствовали эпидемическим штаммам. В сезон 2007/2008 годов это соответствие было меньшим, но даже несоответствующая вакцина способна предоставить некоторую защиту: антитела, продуцированные в ответ на прививку одним штаммом вируса гриппа, могут дать защиту против других родственных им штаммов. Неидеальное соответствие может проявиться в меньшей эффективности вакцины против вариантных вирусов, но все равно сможет дать достаточно защиты для предупреждения или уменьшения тяжести болезни и связанных с гриппом осложнений. Кроме того, важно помнить, что современные противогриппозные вакцины обычно содержат несколько штаммов вируса (так называемые поливалентные вакцины). На этом основании Центр по контролю и профилактике заболеваний США продолжает рекомендовать противогриппозную прививку даже в сезоны, когда совпадение меньше идеального. Это особенно важно для лиц с высоким риском и их ближайшего окружения.
Анализ проведенных исследований заключил, что люди старше 65 лет, которые получили противогриппозные прививки в два раза меньше умирали зимой, чем их невакцинированные ровесники, в чём достигнуто общее согласие. Вместе с тем отмечено, что количество смертей среди пожилых в США в период с 1980 по 2005 год осталось на уровне 5 %, хотя охват прививкой возрос с 15 % в 1980 году до приблизительно 70 % в 2005 году. Другая предполагаемая польза от прививки наблюдалась перед тем, как начинался сезон гриппа. Признавая то, что прививки уменьшили риск смерти от гриппа, анализ отметил необходимость разработки лучших статистических методов измерения результативности противогриппозной прививки.
В сезон 2015−2016 годов в США эффективность живой аттенуированной гриппозной вакцины составляла 48 %.
По данным 2016 года вакцинация против гриппа даёт значительную, но не полную защиту. Живая аттенюированная вакцина рекомендуется в США для всех
В 2017 году в Австралии эффективность четырёхвалентной вакцины против гриппа по разным типам гриппа составляла от 10 % до 57 % (по гриппу A/H1N1 от 33 % до 50 %, по гриппу A/H3N1 10 %, по гриппу B 57 %).
Иммунизация трёхвалентной инактивированной вакциной против гриппа беременных носителей ВИЧ дала 57,7 %% эффективность предотвращения гриппа у новорожденных
В сравнении двух четырёхвалентных вакцин, рекомбинированной и обычной, для вакцинации пожилых (50+) людей, рекомбинированная показала лучшую эффективность: симптомы гриппа встречались на треть меньше у группы, вакцинированной рекомбинантной вакциной.
По данным на 2021 год вакцинация против гриппа снижает общую смертность, частоту инфаркта миокарда и тромбоза стентов у пациентов, перенёсших инфаркт миокарда.

## История

### Происхождение и разработка
Во всём мире во время пандемии испанского гриппа в 1918 г. «врачи испытывали всё, что они знали, всё, о чём они только слышали, от древнего ремесла кровопускания до дачи кислорода, до разработки новых вакцин и сывороток (в основном, от гемофильной бактерии, которую в наши дни мы называем Hemophilus influenzae — название, произошедшее из того факта, что в самом начале она считалась этиологическим агентом, — и нескольких типов пневмококков). Намёк на успех показало только одно терапевтическое средство, а именно переливание крови от выздоравливающих больных новым жертвам.
В 1931 г. был открыт рост вируса в зародышевых куриных яйцах. В 1936 году А. А. Смородинцев с соавторами в СССР разработал первую экспериментальную живую ослабленную вакцину от гриппа (она была изготовлена из лёгких белой мыши, заражённой летальной дозой вируса после пассажа вируса через организм хорьков, и применялась путём интраназальной ингаляции). В 1940 году в вооружённых силах США были разработаны первые утверждённые инактивированные вакцины против гриппа, которые использовались во время Второй мировой войны (Baker 2002, Hilleman 2000). Позже были сделаны большие успехи в вакцинологии и иммунологии, вакцины стали безопаснее, их начали производить в массовом масштабе. На рубеже XX–XXI веков благодаря успехам молекулярной технологии близок момент создания противогриппозных вакцин путем генной инженерии генов вируса гриппа.

### Общественное признание
Согласно мнению Центра по контролю и профилактике заболеваний США, «противогриппозная вакцинация — это самый первый метод предупреждения возникновения заболевания и его тяжёлых осложнений. […] Вакцинация связана с уменьшением количества заболеваний органов дыхания, связанных с гриппом, и посещений врача во всех возрастных группах, случаев госпитализаций и смерти среди лиц с высоким риском, развития отита среднего уха у детей и отсутствия взрослых на работе. Хотя в 1990-х годах уровни вакцинации существенно возросли, требуется дальнейшее улучшение охвата прививкой». В 1950-х годах была создана современная основанная на куриных яйцах технология получения противогриппозной вакцины. Во время вспышки свиного гриппа 1976 г. президент США Джеральд Форд встретился с вызовом потенциальной пандемии свиного гриппа. Программа вакцинации тормозилась задержками и проблемами общественных отношений, но ко времени отмены этой программы все же 24 % населения было привито при больших опасениях и сомнениях относительно противогриппозной вакцинации.
В 1977 году в СССР ежегодно вакцинировались от гриппа более 30 млн человек взрослого населения. На 1973 год в СССР производилось 45—50 млн доз противогриппозных вакцин ежегодно; штаммы для вакцин каждый год изменялись в зависимости от ожидаемых в следующей эпидемии.

### Современное состояние
Исследования по гриппу включают исследования по молекулярной вирусологии, молекулярной эволюции, патогенезу, даваемому хозяином иммунному ответу, геномике и эпидемиологии. Все перечисленное помогает в разработке мер против гриппа, таких как вакцины, методов лечения и диагностических средств. Улучшение мер против гриппа требует фундаментальных исследований по вопросам, как вирус внедряется в клетки, как размножается, как мутирует, как меняется в новые штаммы и как индуцирует иммунный ответ. Проект картирования генома вируса гриппа заключается в создании библиотеки последовательностей генов вируса гриппа, которые помогут нашему пониманию того, что делает один штамм смертоноснее другого, какие генетические детерминанты наиболее влияют на иммуногенность и как вирус меняется по ходу времени. Исследуются пути решения пределов, существующих перед современными методами вакцинации. В наши дни мы обладаем способностью произвести в год 300 миллионов доз тривалентной вакцины — достаточно для современных эпидемий в Западном мире, но недостаточно для преодоления пандемии.
В 2017 г. с применением ИИ разработана вакцина против пре-пандемического вируса гриппа 2017 г. A/H7N9, содержащая синтезированный гемагглютинин. С ноября 2018 по ноябрь 2019 г. в США проводится вторая стадия её клинических испытаний.
В 2018 году в США разработана вакцина из живого генетически модифицированного вируса, который реплицируется в организме только один раз и вызывает стойкий иммунитет без заболевания. Её безопасность и эффективность проверена на взрослых и осенью 2018 года проходила проверку на детях.

## Систематическое положение
В Анатомо-терапевтическо-химической классификации (рус. АТХ, англ. ATC) — J07Bxnn (последние три знака обозначают конкретную вакцину):
J. Противомикробные препараты для системного применения
J07 Вакцины
J07B Вакцины для профилактики вирусных инфекций
Вакцина для профилактики гриппа

## Классификация
Вакцины против гриппа подразделяются на живые вакцины и инактивированные вакцины.
Инактивированные вакцины подразделяются на цельновирионные, расщеплённые и субъединичные.
- Цельновирионные вакцины содержат инактивированные высокоочищенные неразрушенные (цельные) вирионы вируса гриппа.
- Сплит-вакцины или расщеплённые (Ваксигрип, Бегривак, Флюарикс) содержат разрушенные инактивированные вирионы вируса гриппа — в её состав входят все вирионные белки вируса, не только поверхностные, но и внутренние антигены. За счёт высокой очистки в ней отсутствуют вирусные липиды и белки куриного эмбриона.
- Субъединичные вакцины (Инфлювак, Гриппол, Агриппал S1) состоят лишь из двух поверхностных вирусных белков, гемагглютинина и нейраминидазы, которые наиболее важны для индукции иммунного ответа против гриппа. Остальные белки вириона и куриного эмбриона удаляются при очистке.

Из перечисленных вакцин живые — самые реактогенные, цельновирионная вакцина несколько более реактогенна, особенно для маленьких детей; субъединичные вакцины менее реактогенны.
Некоторые вакцины содержат консервант мертиолят. Другие содержат также адъюванты, которые увеличивают иммунную реакцию и могут сделать их более эффективными, особенно для людей, имеющих плохую иммунную реакцию на иммунизацию.

## Вакцины в Российской Федерации
Прививка против гриппа входит в Национальный календарь профилактических прививок. В России имеются в продаже тривалентные и квадривалентные вакцины для профилактики гриппа — как отечественных, так зарубежных производителей; для подкожного, внутримышечного и интраназального введения; живые и субъединичные. Среди них:
- живая гриппозная вакцина;
- инактивированная элюатно-центрифужная вакцина;
- полимер-субъединичная вакцина;
- инактивированная расщепленная вакцина;
- инактивированная корпускулярная вакцина.

### Торговые марки
| Торговое наименование                                           | Валентность        | Способ введения                    | Тип                                          | Количество действующего вещества | Адъювант                          | Другие вещества | Страна-производитель | Регистрационный номер | Возраст                                                                 | Беременность                     |
| --------------------------------------------------------------- | ------------------ | ---------------------------------- | -------------------------------------------- | --- | --------------------------------- | --- | -------------------- | --------------------- | ----------------------------------------------------------------------- | -------------------------------- |
| Ваксигрип                                                       | 3 (типы A + A + B) | Внутримышечно или глубоко подкожно | Инактивированный очищенный вирус             | Штаммы, используемые для данного эпидсезона: А штамм 15 мкг гемагглютигина; другой A штамм 15 мкг гемагглютигина; В штамм 15 мкг гемагглютигина.                                       | Нет                               | Фосфатно-солевой буферный раствор. В следовых количествах: формальдегид, октоксинол-9, неомицин, овальбумин.                                                         | Франция              | П N014493/01          | От 6 месяцев                                                            | Со 2 триместра                   |
| Вакцина гриппозная инактивированная элюатно-центрифужная жидкая | 3 (типы A + A + B) | Подкожно                           | Гемагглютинины вируса гриппа                 | Штаммы, используемые для данного эпидсезона: гемагглютинины вируса гриппа двух подтипов A по 10 мкг, гемагглютинин вируса гриппа типа B 13 мкг                                         | Нет                               | Стабилизатор Альбумин, консервант Тиомерсал | Россия               | ЛС-000484             | От 18 лет                                                               | Противопоказано                  |
| Гриппол                                                         | 3 (типы A + A + B) | Внутримышечно или глубоко подкожно | Гемагглютинины вируса гриппа                 | Штаммы, используемые для данного эпидсезона: А штамм 5 мкг гемагглютигина; другой A штамм 5 мкг гемагглютигина; В штамм 11 мкг гемагглютигина.                                         | Полиоксидоний (азоксимера бромид) | Консервант Тиомерсал или без консерванта, фосфатно-солевой буферный раствор                                                                                          | Россия               | Р N003865/01          | Без консерванта: от 6 месяцев. С консервантом: от 18 лет.               | По решению врача со 2 триместра  |
| Гриппол Квадривалент                                            | 4 (типы A+A+B+B)   | Внутримышечно или глубоко подкожно | Гемагглютинины вируса гриппа                 | Штаммы, используемые для данного эпидсезона: А штамм 5 мкг гемагглютигина; другой A штамм 5 мкг гемагглютигина; В штамм 5 мкг гемагглютигина, другой В штамм 5 мкг гемагглютигина.     | Полиоксидоний (азоксимера бромид) | Консервант Тиомерсал или без консерванта, фосфатно-солевой буферный раствор                                                                                          | Россия               | ЛП-004951             | Без консерванта: от 6 лет. С консервантом: от 18 до 60 лет.             | Со 2 триместра, без консерванта  |
| Гриппол Нео                                                     | 3 (типы A + A + B) | Внутримышечно или глубоко подкожно | Гемагглютинины вируса гриппа                 | Штаммы, используемые для данного эпидсезона: А штамм 5 мкг гемагглютигина; другой A штамм 5 мкг гемагглютигина; В штамм 5 мкг гемагглютигина.                                          | Полиоксидоний (азоксимера бромид) | Фосфатно-солевой буферный раствор. | Россия               | ЛСР-006029/09         | От 3 лет                                                                | По решению врача со 2 триместра  |
| Гриппол Плюс                                                    | 3 (типы A + A + B) | Внутримышечно или глубоко подкожно | Инактивированная                             | Штаммы, используемые для данного эпидсезона: А штамм 5 мкг гемагглютигина; другой A штамм 5 мкг гемагглютигина; В штамм 5 мкг гемагглютигина.                                          | Полиоксидоний (азоксимера бромид) | Фосфатно-солевой буферный раствор. | Россия               | ЛСР-006981/08         | От 6 месяцев                                                            | Со 2 триместра                   |
| Инфлювак                                                        | 3 (типы A + A + B) | Внутримышечно или глубоко подкожно | Субъединичная инактивированная               | Штаммы, используемые для данного эпидсезона: А штамм 15 мкг гемагглютигина; другой A штамм 15 мкг гемагглютигина; В штамм 15 мкг гемагглютигина.                                       | Нет                               | Калия хлорид; калия дигидрофосфат; натрия фосфата дигидрат; натрия хлорид; кальция хлорида дигидрат; магния хлорида гексагидрат; вода для инъекций.                  | Нидерланды           | П N015694/01          | От 6 месяцев                                                            | Со 2 триместра                   |
| Инфлювир                                                        | 1 (тип A)          | Интраназально                      | Живой вирус                                  | А(H1N1) 107,0 ЭИД50 | Нет                               | сахароза, лактоза, глицин, натрия глутамат, трис-(гидроксиметил)-аминометан, натрия хлорид, желатин                                                                  | Россия               | ЛСР-007988/09         | От 18 до 60 лет                                                         | Противопоказание                 |
| МикроФлю (до 2014 года Грипповак)                               | 3 (типы A + A + B) | Подкожно или интраназально         | Гемагглютинины вируса гриппа                 | гемагглютинины вируса гриппа подтипов A (H1N1) и A (H3N2) по 9-11 мкг, гемагглютинин вируса гриппа типа B 12-14 мкг                                                                    | Нет                               | Альбумин человека (стабилизатор) — 0,75-1,05 мг | Россия               | ЛСР-002842/07         | Интраназально: с 7 лет. Подкожно: с 18 лет                              | Не указано                       |
| МоноГриппол плюс                                                | 1 (тип A)          | Внутримышечно или глубоко подкожно | Гемагглютинины вируса гриппа                 | А(H1N1) 5 мкг гемагглютигина | Полиоксидоний (азоксимера бромид) | Фосфатно-солевой буферный раствор | Россия               | ЛСР-008917/09         | От 6 месяцев                                                            | По решению врача со 2 триместра  |
| Пандефлю                                                        | 1 (тип A)          | Внутримышечно                      | Гемагглютинины вируса гриппа                 | А(H1N1) 5 мкг гемагглютигина | Нет                               | Алюминия гидроксид, Консервант Тиомерсал, Фосфатно-солевой буферный раствор                                                                                          | Россия               | ЛСР-007987/09         | От 18 лет                                                               | Противопоказано                  |
| Совигрипп                                                       | 3 (типы A + A + B) | Внутримышечно                      | Гемагглютинины вируса гриппа                 | Штаммы, используемые для данного эпидсезона: А штамм 5 мкг гемагглютигина; другой A штамм 5 мкг гемагглютигина; В штамм 11 мкг гемагглютигина.                                         | Совидон                           | Консервант Тиомерсал или без консерванта, фосфатно-солевой буферный раствор                                                                                          | Россия               | ЛП-001836             | Без консерванта: от 6 месяцев. С консервантом: от 18 лет.               | Со 2 триместра, без консерванта  |
| Ультравак                                                       | 3 (типы A + A + B) | Интраназально                      | Живой вирус                                  | А(H1N1) и A(H3N2) 106,9 ЭИД50, В 106,4 ЭИД50 | Нет                               | сахароза — 15 мг, лактозы моногидрат — 6 мг, глицин — 3 мг, натрия глутамата моногидрат — 3 мг, трометамол — 0,3 мг, натрия хлорид — 0,3 мг, желатин — 3 мг          | Россия               | Р N003224/01          | От 3 лет                                                                | Противопоказано                  |
| Ультрикс                                                        | 3 (типы A + A + B) | Внутримышечно                      | Вирусы гриппа инактивированные, расщеплённые | Штаммы, используемые для данного эпидсезона: А штамм 15 мкг гемагглютигина; другой A штамм 15 мкг гемагглютигина; В штамм 15 мкг гемагглютигина.                                       | Нет                               | Консервант (мертиолят) — 42,5-57,5 мкг или не содержит консервант. Фосфатно-солевой буферный раствор.                                                                | Россия               | ЛСР-001419/08         | Без консерванта: от 6 месяцев. С консервантом: от 18 лет                | Со 2 триместра, без консерванта  |
| Ультрикс Квадри                                                 | 4 (типы A+A+B+B)   | Внутримышечно                      | Гемагглютинины вируса гриппа                 | Штаммы, используемые для данного эпидсезона: А штамм 15 мкг гемагглютигина; другой A штамм 15 мкг гемагглютигина; В штамм 15 мкг гемагглютигина, другой В штамм 15 мкг гемагглютигина. | Нет                               | Полисорбат 80, Октоксинол-10, Фосфатно-солевой буферный раствор | Россия               | ЛП-005594             | От 6 месяцев                                                            | По решению врача со 2 триместра  |
| Флю-М                                                           | 3 (типы A + A + B) | Внутримышечно                      | Гемагглютинины вируса гриппа                 | Штаммы, используемые для данного эпидсезона: А штамм 15 мкг гемагглютигина; другой A штамм 15 мкг гемагглютигина; В штамм 15 мкг гемагглютигина.                                       | Нет                               | Стабилизатор Тритон X-100, Консервант Тиомерсал или не содержит консервант, Фосфатно-солевой буферный раствор                                                        | Россия               | ЛП-004760             | Без консерванта: от 6 до 18 лет. С консервантом: от 18 и старше 60 лет. | Сведения отсутствуют             |
| Флюваксин                                                       | 3 (типы A + A + B) | Внутримышечно или глубоко подкожно | Вирусы инактивированные, расщеплённые        | Штаммы, используемые для данного эпидсезона: А штамм 15 мкг гемагглютигина; другой A штамм 15 мкг гемагглютигина; В штамм 15 мкг гемагглютигина.                                       | Нет                               | Тиомерсал (консервант), натрия хлорид, калия хлорид, калия дигидрофосфат, натрия гидрофосфат, вода для инъекций. В следовых количествах: Формальдегид и Отоксинол-9. | Китай                | ЛСР-003842/09         | От 6 месяцев                                                            | По решению врача, со 2 триместра |

## Клинические испытания
Любая вакцина оценивается в понятиях уменьшения риска возникновения болезни, образуемого с помощью вакцинации, и её эффективности. В отличие от этого, в действительности результат вакцины заключается в практическом снижении риска для индивидуумов, когда они прививаются в условиях реального мира. Измерение эффективности вакцин для профилактики гриппа относительно простая процедура, поскольку иммунный ответ, вызываемый вакциной, можно оценить на моделях животных или по количеству антител, образованных у привитых людей, или в самых жёстких условиях путем иммунизации взрослых добровольцев с последующим заражением их вирулентным вирусом гриппа. В подобных исследованиях противогриппозные вакцины проявили высокую эффективность и вызвали образование защитного иммунного ответа. По этическим соображениям подобные опыты нельзя провести на группе населения, находящейся в наибольшем риске от гриппа — на пожилых людях и детях младшего возраста. Однако в реальном мире исследования по результативности противогриппозных вакцин необыкновенно трудные. Испытываемая вакцина может не соответствовать эпидемическому вирусу, преобладание вируса широко варьируется по годам, а грипп часто путают с гриппоподобными заболеваниями. Тем не менее, были проведены многочисленные клинические испытания как живых, так и убитых противогриппозных вакцин, их результаты сопоставлены и проанализированы в нескольких недавних метаанализах. Исследования на живых вакцинах имеют совсем немного данных, но эти препараты могут быть более эффективны, чем убитые вакцины. В метаанализах изучили эффективность и результативность убитых вакцин на взрослых, детях и на пожилых. На взрослых вакцины показали высокую эффективность против избранных штаммов вируса, но общую низкую результативность, так что польза от вакцинации оказалась небольшой, на одну четверть снизился риск заражения гриппом, но отсутствие эффекта в частоте госпитализации. На детях вакцины проявили высокую эффективность, но низкую результативность при предупреждении „гриппоподобной болезни“, данные на детях младше двух лет очень ограничены, но похоже, что вакцинация не дала измеряемой пользы. На пожилых вакцинация не уменьшила частоту возникновения гриппа, но снизила частоту воспаления легких, поступления в больницу и наступление смерти от гриппа или пневмонии. Измеренная результативность вакцины у пожилых колебалась в зависимости от того, происходила ли изученная группа из домов престарелых или из жилых домов. Вакцина оказалась более эффективной в условиях учреждений. Отмеченная разница может быть отнесена к критериям отбора, влияющим на анализ данных, различия в диагностике и наблюдении. В целом, польза противогриппозной вакцинации наиболее очевидна у пожилых, при сомнительных результатах пользы у детей. Проведение вакцинации взрослых не показывает существенных улучшений в состоянии здоровья общества. Выявленное противоречие между высокой эффективностью вакцин, но их низкой результативностью, возможно, отражает трудность диагностики гриппа в клинических условиях и огромное число штаммов возбудителя, циркулирующих среди населения.

## Рекомендации по проведению прививок
Продолжается дискуссия о необходимости прививаться против гриппа. Сторонники говорят об экономической целесообразности. Стоимость разработки, внедрения и закупки вакцин меньше, чем прямые и косвенные потери от инфекции. Противники возражают, что у противогриппозных вакцин слишком много осложнений и нельзя допускать их массового применения. Различные организации общественного здравоохранения рекомендовали, чтобы ежегодная прививка от гриппа рутинно предлагалась тем больным, которые находятся под риском возникновения осложнений от гриппа:
- пожилым (рекомендация в Великобритании для лиц 65 лет и старше);
- больным с хроническими заболеваниями легких (Бронхиальная астма, Хроническое обструктивное заболевание легких и т. д.);
- больным с хроническими заболеваниями сердца (Врожденное заболевание сердца, Сердечная недостаточность, Ишемическая болезнь сердца);
- больным с хроническими заболеваниями печени (включая Цирроз печени);
- больным с хроническими болезнями почек (такими, как Нефротический синдром);
- больным с подавленным иммунитетом (пациенты с ВИЧ или получающие лекарства, подавляющие иммунную систему, например химиотерапию или стероиды длительного приёма);
- находящимся с ними в контакте по дому;
- лицам, живущим в организованных коллективах, где грипп способен быстро распространиться (тюрьмы, дома престарелых и общежития);
- медицинским работникам (как для предупреждения заболевания гриппом, так и для предупреждения переноса больным);
- беременным женщинам[60][61][62].

В США человек возраста от 50 до 64 лет имеет в десять раз больший риск погибнуть от связанного с гриппом заболевания, чем молодой человек, а житель возраста 65 лет и старше – в 10 раз больший риск гибели от связанного с гриппом заболевания, чем в возрастной группе 50–64. Проведение прививки лиц старше 65 лет уменьшает частоту наступления смерти приблизительно наполовину. Однако, вакцина не может полностью объяснить эти результаты, так как привитые пожилые лица, вероятно, более здоровые и заботятся о здоровье, чем отказавшиеся от вакцинации. Пожилые участники, рандомизированные в группу высокой дозы вакцины (60 мкг) продемонстрировали уровни антител на 44—79 процентов выше, чем те, которые получили нормальную дозу вакцины. У пожилых добровольцев, получивших высокую дозу, организм более склонен сформировать защитный уровень антител.
Поскольку среди младенцев, заболевших гриппом, высока смертность, лица, находящиеся в контакте с ними и их обслуживающий персонал следует привить для уменьшения риска переноса инфекции на младенцев. Данные тех лет, когда Япония требовала ежегодную прививку против гриппа от детей школьного возраста, свидетельствуют о том, что вакцинация детей — группы, наиболее подверженной заболеванию и распространению гриппа — обладала потрясающе положительным эффектом на уменьшение смертности среди лиц старшего возраста: одна жизнь пожилого сохранялась на каждые 420 детей, привитых против гриппа. Это может быть связано с коллективным иммунитетом или с прямыми причинами, типа тех, что отдельно живущие старики не подвергаются риску гриппа. Например, ушедшие на пенсию дедушки и бабушки часто рискуют заболеть гриппом, заботясь о своих больных внуках в домашних условиях, когда родители не могут взять освобождение от работы или сами являются больными.

## Побочные эффекты
Глобальный консультативный комитет по безопасности вакцин ВОЗ зарегистрировал и изучил случаи достаточно серьёзных побочных эффектов при применении тех или иных вакцин. Выяснилось, что поголовная иммунизация населения — не является выходом, но вакцинация групп риска, с обязательным учетом медицинских противопоказаний, проводимая в предэпидемический период, может оказаться эффективной. Осложнения, возникающие после вакцинации, делят на две категории — местные, в месте введения препарата, и системные как ответ всего организма. Первые встречаются примерно в 38 процентах случаев, вторые — в 20. При этом 11 процентов всех жалоб — головная боль. На 45 миллионов доз субъединичной вакцины отмечено 25 случаев невропатий и 23 летальных исхода. Наиболее часто осложнения вакцинации, особенно аллергические, вызываются применением первых трех типов вакцин. Поэтому в последнее время для вакцинации используются в основном субъединичные вакцины. Они состоят из антигенов вируса гриппа, отсоединенных и очищенных после выращивания цельных вирусов. Побочные эффекты инъекции инактивированной/убитой противогриппозной вакцины следующие: умеренная болезненность, покраснение, (очень редко) припухлость в месте введения, подъём температуры тела, разного рода боли. Обычно эти проблемы начинаются вскоре после инъекции и длятся 1—2 дня.
Побочные эффекты активной/живой/ЖОВГ противогриппозной вакцины в виде назального спрея: некоторые дети и подростки в возрасте 2—17 лет сообщили об умеренных реакциях, включая насморк, заложенность носа или кашель, подъём температуры тела, головную боль и боли в мышцах, затруднение дыхания, боль в животе или периодическую тошноту или расстройство стула. Некоторые взрослые в возрасте 18—49 лет сообщили о насморке или заложенности носа, боли в горле, кашле, ознобе, усталости/чувстве слабости, головной боли. Ряд инъекционно вводимых противогриппозных вакцин, предназначенных для взрослых в США, содержат тиомерсал. Несмотря на некоторое обсуждение его в средствах массовой информации, ВОЗ сделала вывод, что нет данных о токсичности, происходящей от тиомерсала в вакцинах, и нет оснований под предлогом заботы о безопасности, переходить на более дорогое однодозовое введение.

## Выбор штаммов
Каждый год силами национальных центров по гриппу сети ВОЗ проводится выбор трёх штаммов вируса гриппа для проведения прививок против гриппа в предстоящем эпидемическом году. Выбираются штаммы типа А (H1N1 и H3N2) и штаммы B-типа, полагаемые как наиболее вероятные в предстоящем эпидемическом сезоне. Национальные центры по гриппу сети ВОЗ были учреждены в 1952 г. На сегодняшний день эта сеть включает более чем 120 национальных центра по изучению гриппа более чем в 90 странах мира. Указанные национальные центры в своих странах отбирают пробы, осуществляют первичное выделение вируса гриппа и дают их предварительную антигенную характеристику. Впервые выделенные штаммы они отправляют в СЦ ВОЗ для проведения антигенного и генетического анализа на высоком уровне, результат которого образует основу рекомендаций со стороны ВОЗ о составе вакцины для профилактики гриппа в южном и северном полушариях на каждый год. Выбор штаммов со стороны национальных центров по гриппу для процесса производства вакцины основывается на наибольшей вероятности того, какие штаммы будут преобладать в предстоящем году, что в конечном счёте является хорошо обоснованным, но не застрахованным от ошибки прогнозом.

## Производство
Обычно противогриппозная вакцина выращивается на оплодотворённых куриных яицах. Оба типа противогриппозной вакцины, живой и убитой, противопоказаны тем лицам, которые страдают тяжёлыми аллергиями на яичные белки, и людям с анамнезом синдрома Гиейна-Барре. Производство зависит от надзорных органов. Так, «Корпорация Хирон», подрядившаяся поставить половину заказанной противогриппозной вакцины для США и значительную часть для Великобритании, выпустила пресс-релиз о том, что она не в состоянии отпустить партию для  2004—2005 эпидемического года вследствие приостановления лицензии корпорации по производству подобной вакцины со стороны Регуляторного агентства по лекарственным препаратам и предметам ухода Несмотря на это, Центры по контролю и профилактике заболеваний США предприняли быстрые действия, заручившись помощью других компаний, таких как «МедИммун» и «Санофи Пастер», для поставки вакцины группам высокого риска в США. По состоянию на ноябрь 2007 г. обычные инъекционный препарат и назальный спрей производились путем использования куриных яиц. Европейский союз также утвердил Оптафлу, противогриппозную вакцину, производимую «Новартис-групп» с использованием матрасного культивирования животных клеток. Ожидается, что такая методика будет более производительной и избежит проблем с куриными яйцами, наподобие упомянутой выше, а также аллергических реакций и несовместимости со штаммами, которые поражают птиц типа кур. Возлагается надежда на вакцинный материал, основанный на ДНК и быстрее производимый, который в настоящее время проходит клинические испытания, но ещё не подтвердил свою безопасность и эффективность. Продолжается проведения исследования идеи «универсальной» противогриппозной вакцины (до сих пор не названо кандидатов), которая не будет нуждаться в подгонке к конкретным штаммам, а будет эффективна против широкого разнообразия вирусов гриппа.

### Штамм вируса гриппа H5N1
Вакцина на основе такого вакцинного штамма была составлена против нескольких птичьих разновидностей вируса гриппа H5N1. Проведение вакцинации птичьего поголовья против протекающей эпизоотии H5N1 широко распространено в некоторых странах. Существуют также некоторые вакцины для применения людьми, другие находятся на испытаниях, но ни одна не была доступна для групп гражданского населения, не была произведена в количествах, достаточных для защиты более чем крошечной доли населения Земли в случае если разразится пандемия вирусного гриппа H5N1. Три вакцины H5N1 для применения людьми были лицензированы в июне 2008 года в разных странах: вакцина производства Санофи Пастер в апреле 2007 года разрешена в США, вакцина «Пандемрикс» производства компании ГлаксоСмитКляйн в мае 2008 года допущена Европейским Союзом, вакцина производства «СиЭсЭл Лимитид» в июне 2008 года разрешена в Австралии. Все три вакцины произведены на куриных яйцах. из-Иа того, что вирус гриппа непрерывно мутирует, потребуются месяцы для изменения этих вакцин под новый вариант вируса в случае пандемии гриппа H5N1.
Несмотря на то, что возможна некоторая перекрёстная защита против родственных штаммов гриппа, все же лучшая защита была бы от вакцины, специально произведенной для будущей пандемии штамма вируса гриппа. Доктор Дэниель Льюси, содиректор образовательной программы «Угрозы биологической опасности и возникающие болезни» при Университете Джорджтауна высказал такую точку зрения: «Поскольку в настоящее время нет пандемии H5N1, то не может быть и пандемической вакцины». Несмотря на это, «предпандемические вакцины» были созданы, они очищаются и испытываются и дают некоторые надежды как для продолжения проводимых исследований, так и для готовности к предстоящей пандемии. Компании, производящие вакцины, поощряются к наращиванию мощности с тем, чтобы, если потребуется пандемическая вакцина, то производственные мощности были в готовности для быстрого производства больших количеств вакцины, специфичной новому пандемическому штамму вируса. Проблемы, возникающие в связи с производством вакцины H5N1, следующие:
- отсутствие общей производственной мощности,
- отсутствие аварийной производственной мощности (выглядит непрактичным разработка системы, которая зависит от сотен миллионов 11-суточных специализированных яиц для нахождения в режиме ожидания),
- пандемия гриппа H5N1 могла бы быть летальной для кур.

Для производства противогриппозной вакцины может применяться основанная на клетках производственная технология культуры клеток, действующая для большинства вирусных вакцин, которая не ограничена вышеуказанными проблемами, связанными с современным созданием противогриппозных вакцин на основе куриных яиц.

## Технологии по уменьшению доз
Современные лицензированные в США вакцины вызывают образование иммунного ответа, основанного на количестве гемагглютининового (ГА) антигена, включенного в вакцину. В испытаниях вакцин H5N1 и H9N2 изучаются методы по образованию сильного иммунного ответа, используя меньше ГА антигена. Эти испытания включают изменение способа введения с внутримышечного на внутрикожный и добавление усиливающего иммунитет иммунного адъюванта в состав вакцины. Кроме того, Департамент здравоохранения и социального развития США запрашивает предложения контрактов от производителей вакцин, иммунных адъювантов и медицинских приспособлений на разработку и лицензирование противогриппозных вакцин, которые несут в себе стратегии по уменьшению дозы.

## Ежегодное изменение состава
Ежегодно вирус гриппа изменяется, и начинают преобладать другие штаммы возбудителя. По причине высокой скорости мутации этого вируса каждый конкретный состав вакцины максимально эффективен около одного года.
Всемирная организация здравоохранения каждый год координирует составы противогриппозной вакцины для того, чтобы она содержала наиболее вероятные штаммы возбудителя, атакующего человечество в следующем году.
18 августа 2006 года впервые с 2004 года ВОЗ изменила штаммы вируса H5N1, рекомендованные в качестве кандидатов в вакцинные. «Новые прототипные штаммы ВОЗ, полученные методом „обратной генетики“, включают три новые субклада штамма H5N1. Последовательности гемагглютинина большинства вирусов птичьего гриппа H5N1, циркулировавших в прошлые несколько лет, попадают в две генетические группы, или клады. Клада 1 включает изоляты от человека и от птицы из Вьетнама, Таиланда и Камбоджи, а также изоляты от птиц из Лаоса и Малайзии.
Вирусы клады 2 были впервые идентифицированы в изолятах от птиц из Китая, Индонезии, Японии, а также из Южной Кореи перед распространением на запад на Ближний Восток, в Европу и в Африку. По мнению ВОЗ, первоначально вирусы клады 2 были ответственны за инфицирования людей вирусом H5N1, которые произошли в течение конца 2005 г. и в 2006 г. Генетический анализ идентифицировал шесть субклад клады 2, три из которых обладали отчетливым географическим распространением и были вовлечены в инфицирование людей:
- субклада 1, Индонезия,
- субклада 2, Ближний Восток, Европа и Африка,
- субклада 3, Китай.

На основе этих трёх субклад ВОЗ предлагает компаниям и другим группам, заинтересованным в разработке пандемической вакцины, три новые прототипные штамма:
- вирус, подобный  A/Indonesia/2/2005,
- вирус, подобный  A/Горный гусь/Quinghai/1A/2005,
- вирус, подобный  A/Anhui/1/2005.

[…] До настоящего времени исследователи работали на пандемических вакцинах для вируса гриппа H5N1 в кладе 1. В марте первое клиническое испытание вакцины США для вируса H5N1 показало неплохие результаты. В мае в клиническом испытании вакцины H5N1, включавшей адъювант, французские исследователи показали несколько лучшие результаты. Специалисты по вакцинации не уверены, будет ли вакцина, основанная на вирусных штаммах H5N1, эффективной против будущих штаммов. Несмотря на то, что теперь в наличии будут новые вирусы для исследований вакцины, ВОЗ отметила, что клинические испытания с использованием вирусов клады 1 следует продолжать как существенную ступень в готовности к пандемии, так как эти испытания дают ценную информацию о первоочередности, перекрестной реактивности и перекрестной защите со стороны вакцинных штаммов из различных клад и субклад».

### Сезон 2008—2009 годов (северное полушарие)
14 февраля 2008 г. ВОЗ рекомендовала следующий состав противогриппозной вакцины для применения в эпидемический сезон 2008—2009 гг. в северном полушарии:
- вирус, подобный A/Brisbane/59/2007 (H1N1);
- вирус, подобный A/Brisbane/10/2007 (H3N2);

были использованы в то время
- вирус, подобный B/Florida/4/2006 и
- вирус, подобный B/Brisbane/3/2007[86].

На 30 мая 2009 года: «Центр по контролю и профилактике заболеваний США антигенно охарактеризовал 1567 культуры сезонного вируса гриппа человека [947 культур вируса гриппа A (H1), 162 культур вируса гриппа A (H3) и 458 культур вируса гриппа B], отобранных лабораториями США с 1 октября 2008 г. и 84 новых культуры A (H1N1) вируса. Все 947 культур сезонного вируса гриппа A (H1) родственны компоненту вируса гриппа A (H1N1) противогриппозной вакцины сезона 2008-09 гг. (A/Brisbane/59/2007). Все 162 культуры вируса гриппа A (H3N2) родственны компоненту вируса гриппа A (H3N2) противогриппозной вакцины (A/Brisbane/10/2007). Все 84 культуры нового вируса гриппа A (H1N1) родственны эталонному вирусу A/California/07/2009 (H1N1), отобранного ВОЗ в качестве потенциального кандидата новой противогриппозной вакцины A (H1N1). Циркулирующие в настоящее время вирусы гриппа B можно разделить на две отличающиеся линии, представленные вирусами B/Yamagata/16/88 и B/Victoria/02/87. 61 испытанная культура вирусов B принадлежат линии B/Yamagata и родственны вакцинному штамму (B/Florida/04/2006). Остальные 397 вирусов принадлежат линии B/Victoria и не родственны вакцинному штамму.»

### Сезон 2009 года (южное полушарие)
17-18 сентября 2008 г. ВОЗ рекомендовала следующий состав противогриппозной вакцины для применения в эпидемический сезон 2009 гг. в южном полушарии:
- вирус, подобный A/Brisbane/59/2007 (H1N1);
- вирус, подобный A/Brisbane/10/2007 (H3N2);
- вирус, подобный B/Florida/4/2006.

### Сезон 2009—2010 годов (северное полушарие)
12 февраля 2009 г. ВОЗ рекомендовала уточнённый состав противогриппозной вакцины для применения в эпидемический сезон 2009—2010 гг. (ноябрь 2009—апрель 2010) в северном полушарии:
- вирус, подобный A/Brisbane/59/2007 (H1N1) (A/Brisbane/59/2007 уже используется для инактивированной сезонной вакцины, A/South Dakota/6/2007 — для живой аттенуированной);
- вирус, подобный A/Brisbane/10/2007 (H3N2) (A/Brisbane/10/2007 и A/Uruguay/716/2007 — вирусы, уже используемые в сезонных вакцинах);
- вирус, подобный B/Brisbane/60/2008

Поскольку вирус, подобный A/Brisbane/59/2007 (H1N1), использованный в противогриппозной вакцине, является сезонным штаммом вируса гриппа, он не может создать невосприимчивость к заражению новым, несезонным штаммом вируса гриппа А, ответственным за пандемию свиного гриппа в 2009 году.

### Сезон 2010—2011 годов (северное полушарие)
18 февраля 2010 г. ВОЗ рекомендовала следующий состав противогриппозной вакцины для применения в эпидемический сезон 2010—2011 гг. в северном полушарии:
- вирус, подобный A/California/7/2009 (H1N1);
- вирус, подобный A/Perth/16/2009 (H3N2);
- вирус, подобный B/Brisbane/60/2008

### Сезон 2011—2012 годов (северное полушарие)
ВОЗ рекомендовала следующий состав противогриппозной вакцины для применения в эпидемический сезон 2011—2012 гг. в северном полушарии:
- вирус, подобный A/California/7/2009 (H1N1);
- вирус, подобный A/Perth/16/2009 (H3N2);
- вирус, подобный B/Brisbane/60/2008

### Сезон 2012—2013 годов (северное полушарие)
ВОЗ рекомендовала следующий штаммовый состав противогриппозных вакцин в эпидемический сезон 2012—2013 гг. в северном полушарии:
- вирус, подобный A/California/07/2009 (H1N1);
- вирус, подобный A/Viktoria/361/2011 (H3N2);
- вирус, подобный B/Wisconsin/1/2010 (линия Ямагата).

### Сезон 2013—2014 годов (северное полушарие)
ВОЗ рекомендовала следующий штаммовый состав противогриппозных вакцин в эпидемический сезон 2013—2014 гг. в северном полушарии:
- вирус, подобный A/California/7/2009 (H1N1);
- вирус, подобный A/Victoria/361/2011 (H3N2);
- вирус, подобный B/Massachusetts/2/2012 (линия Ямагата).

### Сезон 2014—2015 годов (северное полушарие)
ВОЗ рекомендовала следующий штаммовый состав противогриппозных вакцин в эпидемический сезон 2014—2015 гг. в северном полушарии:
- вирус, подобный A/Califomia/7/2009 (H1N1);
- вирус, подобный A/Texas/50/2012 (H3N2);
- вирус, подобный B/Massachusetts/2/2012.

### Сезон 2015—2016 годов (северное полушарие)
ВОЗ рекомендовала следующий штаммовый состав противогриппозных вакцин в эпидемический сезон 2015—2016 гг. в северном полушарии:
- вирус, подобный А/Калифорния/7/2009 (H1N1)pdm09;
- вирус, подобный А/Швейцария/9715293/2013 (H3N2);
- вирус, подобный В/Пхукет/3073/2013.

### Сезон 2016—2017 годов (северное полушарие)
ВОЗ рекомендовала следующий штаммовый состав противогриппозных вакцин в эпидемический сезон 2016—2017 гг. в северном полушарии:
- вирус, подобный А/Калифорния/7/2009 (H1N1)pdm09;
- вирус, подобный А/Гонконг/4801/2014 (H3N2);
- вирус, подобный В/Брисбен/60/2008.
- Дополнительно для квадривалентных вакцин: вирус, подобный B/Пхукет/3073/2013.

### Сезон 2017—2018 годов (северное полушарие)
ВОЗ рекомендовала следующий штаммовый состав противогриппозных вакцин в эпидемический сезон 2017—2018 гг. в северном полушарии:
- вирус, подобный А/Мичиган/45/2015, NYMC X-275;
- вирус, подобный А/Мичиган/45/2015 (H1N1)pdm09;
- вирус, подобный A/Гонконг/4801/2014, X263B;
- вирус, подобный A/Гонконг/4801/2014 (H3N2);
- вирус, подобный B/Брисбен/60/2008.

### Сезон 2018—2019 годов (северное полушарие)
Для использования в сезоне 2018—2019 гг. в северном полушарии ВОЗ рекомендовала:
- вирус, подобный A/Michigan/45/2015 (H1N1)pdm09;
- вирус, подобный A/Singapore/INFIMH-16-0019/2016 (H3N2);
- вирус, подобный B/Colorado/06/2017 (линия B/Victoria/2/87);
- вирус, подобный B/Phuket/3073/2013 (линия B/Yamagata/16/88).

Первые три предназначены для трёхвалентных вакцин, четвёртый — дополнительный штамм для включения в четырёхвалентные.

### Сезон 2019—2020 годов. (северное полушарие)
Для использования в сезоне 2019—2020 гг. в северном полушарии ВОЗ рекомендовала:
- вирус, подобный A/Brisbane/02/2018 (H1N1)pdm09;
- вирус, подобный A/Kansas/14/2017 (H3N2)[103];
- вирус, подобный B/Colorado/06/2017 (линия B/Victoria/2/87);
- вирус, подобный B/Phuket/3073/2013 (линия B/Yamagata/16/88).

Первые три предназначены для трёхвалентных вакцин, четвёртый — дополнительный штамм для включения в четырёхвалентные.

### Сезон  2021–2022 годов. (северное полушарие)
Для использования в сезоне 2021—2022 гг. в северном полушарии ВОЗ рекомендовала:
- вирус, подобный штамму A/Victoria/2570/2019 (H1N1)pdm09;
- вирус, подобный штамму A/Cambodia/e0826360/2020 (H3N2);
- вирус, подобный штамму B/Washington/02/2019 (B/Victoria lineage);
- вирус, подобный штамму B/Phuket/3073/2013 (B/Yamagata lineage).

В состав трёхвалентной противогриппозной вакцины рекомендуется включить первые три штамма.

### Сезон  2023–2024 годов. (северное полушарие)
Для использования в сезоне 2023—2024 гг. в северном полушарии ВОЗ рекомендовала:
Вакцины, культивируемые на куриных эмбрионах:
- вирус, подобный штамму A/Victoria/4897/2022 (H1N1)pdm09;
- вирус, подобный штамму A/Darwin/9/2021 (H3N2);
- вирус, подобный штамму B/Austria/1359417/2021 (линия B/Victoria); и
- вирус, подобный штамму B/Phuket/3073/2013 (линия B/Yamagata).

Вакцины, выращенные в культуре клеток, или рекомбинантные вакцины:
- вирус, подобный штамму A/Wisconsin/67/2022 (H1N1)pdm09;
- вирус, подобный штамму A/Darwin/6/2021 (H3N2);
- вирус, подобный штамму B/Austria/1359417/2021 (линия B/Victoria); и
- вирус, подобный штамму B/Phuket/3073/2013 (линия B/Yamagata).

В состав трёхвалентной противогриппозной вакцины рекомендуется включить первые три штамма.

## Вакцина для животных
«Вакцинация в ветеринарии преследует четыре цели: (i) защиту от клинического заболевания, (ii) защиту от инфицирования вирулентным штаммом, (iii) защиту от выделения вируса, и (iv) серологическую дифференциацию инфицированных от вакцинированных животных (так называемый принцип ДИВА). Применительно к вакцинации против гриппа, не показано, что коммерчески имеющиеся или экспериментально испытанные вакцины соответствуют всем этим требованиям».

### Лошади
Лошадь, страдающая Конским гриппом, может в течение нескольких дней дать лихорадку, иметь сухой частый кашель, жидкие выделения из носа, проявить подавленность и отказываться от еды или питья, но обычно выздоравливает в течение от двух до трех недель. «Обычно схемы вакцинации требуют первичный курс в виде двух инъекций с интервалом 3-6 недель, за которым следуют стимулирующие прививки с интервалами в 6-12 месяцев. По распространенному мнению во многих случаях такие схемы могут не поддерживать защитные уровни антител и в ситуациях с высоким риском рекомендуется более частое введение вакцины». На показах в Великобритании существует общее требование, чтобы лошади были привиты против конского гриппа и должна представляться прививочная карта; Международная федерация конных видов спорта требует проведения такой вакцинации каждые шесть месяцев.

### Сельскохозяйственные птицы
В птицеводстве вакцины против птичьего гриппа делают дешёвыми, их не фильтруют и не очищают, как вакцины для человека, для удаления остатков бактерий или других вирусов. Обычно они содержат целый вирус, а не только гемагглютинин, как в большинстве противогриппозных вакцин для человека. Очищение, требуемое для людей, намного дороже, чем первоначальное производство неочищенной вакцины из яиц. Не существует рынка для настолько дорогих ветеринарных вакцин. Ещё одним отличием человеческой противогриппозной вакцины от птичьей является то, что птицеводческие вакцины содержат иммунный адъювант в виде минерального масла, которое вызывает сильный иммунный ответ, но способно вызвать воспаление и абсцессы. У вакцинаторов птиц, которые случайно провакцинировали себя, развивалось болезненное опухание пальцев и даже происходила потеря пальцев. Эффективность вакцин может быть ограниченной. Вакцины для кур часто лишь отдалённо похожи на циркулирующие штаммы гриппа — некоторые содержат штамм H5N2, выделенный в Мексике годы назад. Использование для кур вакцины, которая родственна заражающему штамму на 85 процентов, уже защищает их, тогда как для людей точечная мутация может изменить штамм в достаточной степени, чтобы вакцина, родственная на 99,99 процентов, потеряла защитные свойства. Вакцины для кур слабее, чем вакцины для человека. Кур нужно защитить лишь на шесть недель до забоя. Куры меньше, поэтому доза вакцин для них тоже меньше: сезонные вакцины против гриппа для человека содержат приблизительно 45 микрограммов антигена, тогда как вакцины для кур могут содержать менее 1 мкг антигена.
Исследователи из Эдинбургского университета в Шотландии применили математические модели для моделирования распространения вируса H5N1 и заключили, что «требуется защитить не менее 95 процентов птиц для предупреждения тихого распространения этого вируса. На практике, трудно защитить более 90 процентов поголовья; обычно уровни защиты, достигаемые вакциной, намного ниже».

### Свиньи
Коммерческие вакцины против свиного гриппа эффективны против гриппа в случае, когда штаммы дикого и вакцинного вируса достаточно близки для создания перекрестной защиты. В случае обнаруженного изолированного вируса, с достаточно большим антигенным дрейфом необходимо использовать аутогенную вакцину, приготовленную на основе выделенного изолированного вируса.
По информации на сайте производителя вакцины против ВСГ «Новартис», «штамм свиного гриппа, названный H3N2 и впервые идентифицированный в США в 1998 году, привёл к чрезмерным производственным потерям для производителей свинины». При этом у заболевших свиноматок были выкидыши, они на несколько суток прекращали кормить поросят, температура поднималась до 41 °C. Падёж в стаде, не встречавшемся ранее с заболеванием, мог достигать 15 %

### Собаки
В 2004 г. группа исследователей установила, что серовариант H3N8 вируса гриппа A вызывает грипп у собак. По причине отсутствия более раннего воздействия этого вируса, собаки не обладают природным иммунитетом к нему. В настоящее время отсутствует вакцина против этого заболевания. Проведено исследование векторной вакцины, содержащей генетический материал конского гриппа и основанной на векторе авипоксвируса оспы птиц, с целью использования для профилактики гриппа у собак